# Georges Conan
Georges Conan (1913, data de morte desconhecida) foi um ciclista francês que representou França nos Jogos Olímpicos de Verão de 1932 em Los Angeles, onde terminou vigésimo quarto na prova de estrada individual.